# یواس‌اس ترنتون (ال‌پی‌دی-۱۴)
یواس‌اس ترنتون (ال‌پی‌دی-۱۴) (به انگلیسی: USS Trenton (LPD-14)) یک کشتی است که طول آن 173.7 meters (570 feet) overall, 167 meters (548 feet) waterline می‌باشد. این کشتی در سال ۱۹۶۸ ساخته شد.